# Celso Battaia
Celso Battaia (Milano, 1º febbraio 1920 – Crema, 5 febbraio 2007) è stato un calciatore italiano, di ruolo difensore centrale.

## Carriera
Cresciuto nelle giovanili dell'Ambrosiana Inter, si affaccia in prima squadra a partire dalla stagione Serie A 1938-1939 esordendo in Serie A il 21 maggio 1939 nel pareggio esterno col Livorno, senza riuscire ad imporsi inizialmente come titolare, e scendendo in campo in una sola occasione nella stagione Serie A 1939-1940 che vede i nerazzurri vincere il loro quinto scudetto. Dopo una stagione in prestito all'Udinese torna a Milano nel 1941,  dove disputa 29 incontri di campionato in due stagioni.
Dopo l'interruzione bellica disputa l'anomalo campionato 1945-1946 con la maglia dell'Andrea Doria, mentre la stagione successiva è nuovamente a Milano sulla sponda rossonera, scendendo in campo in 13 occasioni. A fine stagione passa alla Cremonese dove chiude la carriera disputando 4 campionati di Serie B.
In carriera ha disputato complessivamente 46 presenze nella Serie A a girone unico e 127 presenze e 5 reti in Serie B.
Cessata l'attività agonistica ha intrapreso quella di fotografo sportivo.

## Palmarès
- Campionato italiano: 1

Inter: 1939-1940
- Coppa Italia: 1

Inter: 1938-1939